# Radostín u Vojnova Městce
Radostín (deutsch Radostin, auch Böhmisch Radostin, 1940–45 Ochsenberg) ist eine Gemeinde in Tschechien. Sie liegt sieben Kilometer südöstlich von Ždírec nad Doubravou und gehört zum Okres Žďár nad Sázavou.

## Geographie
Radostín befindet sich südwestlich der Saarer Berge in einem Urstromtal. In den Wäldern westlich des Dorfes liegt das Quellgebiet der Doubrava. Nördlich liegt der Teich Malé Dářko, im Südosten der Velké Dářko und westlich der Doubravníček und Doubravník. Im Osten erhebt sich die Kašovka (723 m n.m.), im Süden der Stráň (Strainberg, 652 m n.m.) und nordwestlich der Na Kopci (648 m n.m.). Östlich von Radostín führt die Staatsstraße 37 zwischen Žďár nad Sázavou und Ždírec nad Doubravou vorbei, von der eine Verbindung über einen Fahrweg besteht.
Nachbarorte sind Vojnův Městec im Norden, Borky und Nová Huť im Nordosten, Karlov im Osten, Škrdlovice, Velké Dářko und Nový Mlýn im Südosten, Račín im Süden, Vepřová im Südwesten, Havlíčkova Borová, Peršíkov, Oudoleň und Slavětín im Osten sowie Hluboká im Nordosten.

## Geschichte
Erstmals schriftlich erwähnt wurde das nach seinem Lokator Radost benannte und dem Zisterzienserkloster Saar gehörige Dorf im Jahre 1493. Nach der Ortschronik soll das Dorf bereits 1291 gegründet wurden sein. Bei Borky befand sich das Dorf Lhota, das 1422 bei der Zerstörung des Klosters durch zu Hussiten niedergebrannt wurde und erlosch. Als das Kloster 1457 die Gerichtsbarkeit von Vojnův Městec an Nikolaus von Buchau verkaufte, wurde Lhota schon nicht mehr erwähnt und schließlich 1493 als wüstes Dorf bezeichnet; seine Fluren wurden mit denen von Radostín vereinigt. Bereits im 14. Jahrhundert erlosch das Dorf Radvanec, dessen Lage heute nicht mehr bekannt ist. Nach der Choleraepidemie von 1832, bei der das Dorf verschont blieb, wurde zum Dank die Kapelle der Heiligen Rosalia errichtet.
Im Jahre 1840 bestand das Dorf Radostin, auch Böhmisch-Radostin genannt, aus 79 Häusern, in denen 543 Personen lebten. Im Ort gab es einen emphyteutisierten Meierhof und ein Jägerhaus. Pfarrort war Wognomiestetz. Bis zur Mitte des 19. Jahrhunderts blieb Radostin dem Allodialgut Wognomiestetz untertänig.
Nach der Aufhebung der Patrimonialherrschaften bildete Radostín ab 1850 mit der Ansiedlung Panská Bída eine Gemeinde im  Gerichtsbezirk Přibyslau. In der westlichen Umgebung des Dorfes wurde Eisenerz abgebaut. Seit 1857 ist die Existenz eines Torfstiches im Hochmoor belegbar. Ab 1868 gehörte die Gemeinde zum Bezirk Polna und ab 1884 zum Bezirk Chotěboř. Zu dieser Zeit hatte das Dorf 757 Einwohner. Nach dem Zweiten Weltkrieg verließen 157 Einwohner den Ort und zogen in die Sudetengebiete. 1949 wurde Radostín dem Okres Žďár nad Sázavou zugeordnet. Durch den Ort führt eine Skimagistrale. Heute besteht Radostín aus 55 Wohn- und 54 Ferienhäusern.

## Gemeindegliederung
Für die Gemeinde Radostín sind keine Ortsteile ausgewiesen. Zu Radostín gehört die Ansiedlung Borky (Panska Bida).

## Sehenswürdigkeiten
- Kapelle der hl. Rosalia von Palermo, erbaut 1932 anstelle eines 100 Jahre zuvor errichten Vorgängerbaus
- Naturschutzgebiet Dářko, südlich des Dorfes
- Naturschutzgebiet Radostínské rašeliniště (Radostiner Hochmoor), nordöstlich des Dorfes
- Naturschutzgebiet Štíří důl im Norden